# Велико Село (Мало Црниће)
Велико Село је насеље у Србији у општини Мало Црниће у Браничевском округу. Према попису из 2022. било је 275 становника.

## Демографија
У насељу Велико Село живи 414 пунолетних становника, а просечна старост становништва износи 47,2 година (45,7 код мушкараца и 48,5 код жена). У насељу има 195 домаћинстава, а просечан број чланова по домаћинству је 2,53.
Ово насеље је великим делом насељено Србима (према попису из 2002. године), а у последња три пописа, примећен је пад у броју становника.
|  |

| Демографија | Демографија | Демографија |
| Година      | Становника  | Становника  |
| ----------- | ----------- | ----------- |
| 1948.       | 1.249       |             |
| 1953.       | 1.195       |             |
| 1961.       | 1.153       |             |
| 1971.       | 955         |             |
| 1981.       | 812         |             |
| 1991.       | 694         | 605         |
| 2002.       | 493         | 587         |
| 2011.       | 401         |             |

| Етнички састав према попису из 2002.‍ | Етнички састав према попису из 2002.‍ | Етнички састав према попису из 2002.‍ | Етнички састав према попису из 2002.‍ | Етнички састав према попису из 2002.‍ |
| ------------------------------------ | ------------------------------------ | ------------------------------------ | ------------------------------------ | ------------------------------------ |
|                                      |                                      |                                      |                                      |                                      |
| Срби                                 | Срби                                 |                                      | 486                                  | 98,58%                               |
| Македонци                            | Македонци                            |                                      | 2                                    | 0,40%                                |
| Црногорци                            | Црногорци                            |                                      | 1                                    | 0,20%                                |
| Немци                                | Немци                                |                                      | 1                                    | 0,20%                                |
| Бугари                               | Бугари                               |                                      | 1                                    | 0,20%                                |
| непознато                            | непознато                            |                                      | 2                                    | 0,40%                                |

| Година пописа     | 1948. | 1953. | 1961. | 1971. | 1981. | 1991. | 2002. |
| ----------------- | ----- | ----- | ----- | ----- | ----- | ----- | ----- |
| Број домаћинстава | 331   | 328   | 334   | 301   | 275   | 232   | 195   |

| Број чланова      | 1  | 2  | 3  | 4  | 5  | 6 | 7 | 8 | 9 | 10 и више | Просек |
| ----------------- | -- | -- | -- | -- | -- | - | - | - | - | --------- | ------ |
| Број домаћинстава | 75 | 48 | 22 | 17 | 19 | 9 | 2 | 2 | 1 | 0         | 2,53   |

| Пол    | Укупно | Неожењен/Неудата | Ожењен/Удата | Удовац/Удовица | Разведен/Разведена | Непознато |
| ------ | ------ | ---------------- | ------------ | -------------- | ------------------ | --------- |
| Мушки  | 209    | 58               | 113          | 23             | 15                 | 0         |
| Женски | 225    | 27               | 115          | 72             | 10                 | 1         |
| УКУПНО | 434    | 85               | 228          | 95             | 25                 | 1         |

| Пол    | Укупно                    | Пољопривреда, лов и шумарство | Рибарство                            | Вађење руде и камена | Прерађивачка индустрија       |
| ------ | ------------------------- | ----------------------------- | ------------------------------------ | -------------------- | ----------------------------- |
| Мушки  | 128                       | 81                            | 0                                    | 0                    | 18                            |
| Женски | 104                       | 91                            | 0                                    | 0                    | 3                             |
| УКУПНО | 232                       | 172                           | 0                                    | 0                    | 21                            |
| Пол    | Производња и снабдевање   | Грађевинарство                | Трговина                             | Хотели и ресторани   | Саобраћај, складиштење и везе |
| Мушки  | 0                         | 3                             | 9                                    | 1                    | 8                             |
| Женски | 0                         | 0                             | 1                                    | 0                    | 1                             |
| УКУПНО | 0                         | 3                             | 10                                   | 1                    | 9                             |
| Пол    | Финансијско посредовање   | Некретнине                    | Државна управа и одбрана             | Образовање           | Здравствени и социјални рад   |
| Мушки  | 0                         | 0                             | 3                                    | 0                    | 2                             |
| Женски | 0                         | 0                             | 3                                    | 2                    | 3                             |
| УКУПНО | 0                         | 0                             | 6                                    | 2                    | 5                             |
| Пол    | Остале услужне активности | Приватна домаћинства          | Екстериторијалне организације и тела | Непознато            | Непознато                     |
| Мушки  | 0                         | 0                             | 0                                    | 3                    | 3                             |
| Женски | 0                         | 0                             | 0                                    | 0                    | 0                             |
| УКУПНО | 0                         | 0                             | 0                                    | 3                    | 3                             |